# 国府町 (栃木市)
国府町（こうまち）は、栃木県栃木市の地名。郵便番号は328-0006。 
　

## 地理
栃木市の東部、国府地区の北部に位置し、北部を東西に栃木街道（栃木県道2号宇都宮栃木線）が通過する。北部に工場が立地するほか、中部には栃木県住宅供給公社により開発された分譲住宅地「四季の森とちぎ」があり、新興住宅が建ち並んでいる。
隣接する地名
- 東 - 田村町
- 西 - 大宮町
- 南 - 寄居町
- 北 - 都賀町平川、大塚町、惣社町

## 歴史
沿革
- 1889年（明治22年）4月1日 - 町村制施行により、国府村が惣社村、柳原新田、大光寺村、田村、寄居村、大塚村と合併し、栃木県下都賀郡国府村が成立、国府村国府となる。
- 1957年（昭和32年）3月31日 - 国府村が栃木市に編入され、栃木市国府町となる。

## 世帯数と人口
2017年（平成29年）8月31日現在の世帯数と人口は以下の通りである。
| 町丁   | 世帯数  | 人口    |
| ------ | ------- | ------- |
| 国府町 | 350世帯 | 1,036人 |

## 施設
工業
- 不二ラテックス栃木工場

## 交通

### 道路
主要地方道
- 栃木県道2号宇都宮栃木線（栃木街道）

## 小・中学校の学区
市立小・中学校に通う場合、学区は以下の通りとなる。
| 番地       | 小学校                                    | 中学校             |
| ---------- | ----------------------------------------- | ------------------ |
| 一部       | 栃木市立大宮北小学校 栃木市立国府南小学校 | 栃木市立東陽中学校 |
| その他全域 | 栃木市立国府北小学校                      | 栃木市立東陽中学校 |